# Arrondissement de Dessalines
Arrondissement de Dessalines (franska: Dessalines) är ett arrondissement i Haiti.   Det ligger i departementet Artibonite, i den centrala delen av landet, 70 km norr om huvudstaden Port-au-Prince. Antalet invånare är 375 499. Arean är 1 132 kvadratkilometer.
Terrängen i Arrondissement de Dessalines är kuperad norrut, men söderut är den bergig.
Arrondissement de Dessalines delas in i:
- Dessalines
- Desdunes
- Grande Saline
- Petite Rivière de l'Artibonite